# Thomas Piketty
Thomas Piketty (Clichy, 7 mei 1971) is een Frans econoom gespecialiseerd in het thema economische ongelijkheid vanuit een historisch en statistisch oogpunt. Hij is tevens hoogleraar en columnist en kreeg internationale bekendheid na de publicatie van Le Capital au XXIe siècle in 2013 (in 2014 in het Nederlands vertaald als Kapitaal in de 21e eeuw).

## Biografie
Thomas Piketty behaalde een baccalaureaat in de wetenschappen. Aan de École normale supérieure (ENS) in Parijs studeerde Piketty wiskunde en economie. Op 22-jarige leeftijd behaalde hij zijn doctoraat op basis van een thesis over welvaartsherverdeling, die hij aan de École des hautes études en sciences sociales (EHESS) en London School of Economics geschreven had. Roger Guesnerie was zijn promotor.
Van 1993 tot 1995 was Piketty assistent-professor aan de vakgroep economie van het Amerikaanse Massachusetts Institute of Technology (MIT). Vanaf 1995 deed hij onderzoek voor het Centre national de la recherche scientifique en in 2000 werd hij onderzoeksdirecteur van EHESS.
Na drie jaar geijverd te hebben voor de oprichting van de École d'économie de Paris (PSE), een nieuw conglomeraat van universiteiten, diende Piketty er tussen eind 2006 en begin 2007 als het eerste hoofd. Hij gaf zijn taak echter snel op, om als economisch adviseur aan de slag te gaan voor het campagneteam van Ségolène Royal in de Franse presidentsverkiezingen.
Piketty is ook columnist voor het linkse Libération en schrijft soms opiniestukken voor de progressieve krant Le Monde. Vanwege die associaties, en door zijn academisch werk rond kapitaal en ongelijkheid, wordt Piketty als links gezien.
In 2012 schreef hij samen met andere economen een opiniestuk waarin ze de kandidatuur van François Hollande ondersteunden; ondertussen heeft Piketty zich echter van Hollande gedistantieerd.
Le Capital au XXIe siècle werd een bestseller, wat uitzonderlijk is voor een economisch boek. Vooral in de Verenigde Staten is Piketty op korte tijd uitgegroeid tot een symbool in de strijd tegen economische ongelijkheid.
In 2015 weigerde Piketty een onderscheiding in het Légion d’honneur.
In 2019 maakte Justin Pemberton op basis van Pikettys boek de spraakmakende documentaire Capital in the Twenty-First Century.
In oktober 2021 verklaarde Thomas Piketty over de gebruikte valuta in Franstalig West-Afrika en in Franstalig Centraal-Afrika "In 2021 blijven spreken over de CFA-frank, het is een vorm van anomalie". de CFA-frank is een veel verguisde valuta.

### In Nederlandse vertaling
- Kapitaal in de 21ste eeuw, 2014. ISBN 9789023489191
- Kapitaal en ideologie, 2020. ISBN 9789044543179
- Gelijkheid, 2025. ISBN 9789025913182, in samenwerking met Michael Sandel

## In de media
- (en)   Kapitaal in de 21ste eeuw in de Internet Movie Database documentaire uit 2019 (Frans/Engels)

- Bibsys: 97052223
- Biblioteca Nacional de España: XX5432328
- Bibliothèque nationale de France: cb12408843j (data)
- Catàleg d'autoritats de noms i títols de Catalunya: 981058511556906706
- CiNii: DA1433058X
- Gemeinsame Normdatei: 12434304X
- International Standard Name Identifier: 0000 0001 1041 5486
- Library of Congress Control Number: n96050653
- Nationale Bibliotheek van Letland: 000205072
- MusicBrainz: a97173ff-e90e-411d-a7e8-8118dde19998
- Mathematics Genealogy Project: 209850
- Bibliotheek van het Japanse parlement: 001190818
- Nationale Bibliotheek van Tsjechië: jo2014805737
- Nationale Bibliotheek van Israël: 987007270555105171
- Nationale en Universitaire bibliotheek Zagreb: 000621791
- Nederlandse Thesaurus van Auteursnamen: 175833036
- Réseau des bibliothèques de Suisse occidentale: 02-A003694549
- Istituto Centrale per il Catalogo Unico: MILV150640
- LIBRIS: 388022
- Système universitaire de documentation: 033197563
- Virtual International Authority File: 17309833
- WorldCat: E39PBJghjjy3pxm8WPDmfkdCwC